# DVDフォーラム
DVDフォーラム(DVD Forum)は、DVD規格の普及促進や新たな規格の策定を主な目的とする組織である。

## 概要

### 経緯
高画質な映像が記録可能な次世代の光ディスクとして、ソニー及びフィリップスがMMCDを、東芝、パナソニックその他大手家電メーカーがSDをそれぞれ開発し、製品化を目指していたが、規格分裂を回避するため両者が歩み寄り、1995年にDVDコンソーシアムを発足させ、両規格を融合させる形で現在のDVD規格を策定した。1997年に、よりオープンな組織として『DVDフォーラム』に改組された。DVDの規格はデファクトとなった。

### 記録型DVDでの分裂
しかしながら、MMCDを考案していたソニーとフィリップスはDVD-RAMへの反発から後に『DVD+RWアライアンス』という団体を作り出している。

### 第3世代光ディスクへ
第3世代光ディスク（当時「次世代DVD」と呼ばれる）の一種であるHD DVDはDVDフォーラムにより制定されたが、これに対抗してソニー、フィリップス、パナソニックほか多数企業は「Blu-ray Disc Association」を構成しBlu-ray Discを推進した。規格争いの結果、Blu-ray Discがデファクトとなった。

## 参加企業
(アルファベット順。2008年4月現在)
- Hitachi, Ltd.（日立製作所）
- IBM Corporation
- Industrial Technology Research Institute
- Intel Corporation
- LG Electronics Inc.
- Matsushita Electric Industrial Co. Ltd.（松下電器産業）（現 Panasonic Corporation（パナソニック））
- Memory-Tech Corporation（メモリーテック）
- Microsoft Corporation
- Mitsubishi Electric Corporation（三菱電機）
- NEC Corporation（日本電気）
- Paramount Pictures Corporaton
- PIONEER CORPORATION（パイオニア）
- SAMSUNG ELECTRONICS CO., LTD.
- SANYO Electric Co., Ltd.（三洋電機）
- SHARP CORPORATION（シャープ）
- Sony Corporation（ソニー）
- THOMSON
- Toshiba Corporation（東芝）
- Walt Disney Pictures and Television
- Warner Bros. Entertainment Inc.

## 規格

### アプリケーションフォーマット
- DVD-VR
- DVD-Video

### DVDディスクフォーマット
- DVD-R
- DVD-RW
- DVD-R DL
- DVD-RW DL（発売中止）
- DVD-RAM

### HD DVDディスクフォーマット
- HD DVD-R
- HD DVD-RW
- HD DVD-RAM
- HD DVD-ROM

HD DVD規格は、DVDフォーラムに「次世代DVD」候補として提案、2002年11月26日に「HD DVD」の名称で正式承認したことにより誕生した。2008年2月19日、HD DVD陣営の中心である東芝が全面的な撤退を発表し、BDとの規格争いは事実上終結することとなった。